# Courrier Cadres
Courrier Cadres est un magazine bimestriel français édité par le Groupe Courrier Cadres. Il est destiné aux cadres en activité qui veulent prendre leur carrière en main. Fondé sur le constat que nul ne peut le faire à sa place, il veille à donner aux cadres tous les outils (analyses, exemples, témoignages, éléments pratiques, formation...) pour gérer au mieux leur carrière. En France métropolitaine, son prix de vente en kiosque est de 5,90 € par numéro.

## Historique
D'abord hebdomadaire, créé en 1977, vendu en kiosque à partir de 2000, Courrier Cadres est devenu mensuel le 21 septembre 2006, en même temps qu'était lancé le nouvel hebdomadaire Les Offres de Courrier Cadres.
En Janvier 2017, pour ses 40 ans, le magazine se transforme avec une nouvelle formule plus actuelle et devient bimestriel,.

### Cession du titre
L'APEC a vendu Courrier Cadres à Gérard Touati en mai 2010, qui a lui-même cédé son groupe de presse (Courrier Cadres, Rebondir, L'Officiel de la franchise, Vente directe Magazine, Le Nouvel Entrepreneur) au groupe de communication et de services Cadres & Dirigeants Interactive.

### Groupe Revue Fiduciaire
Le groupe Revue Fiduciaire reprend en octobre 2015 le groupe de presse Cadres & Dirigeants Interactive (Groupe Courrier cadres) ainsi que ses titres, dont Courrier Cadres (participation majoritaire). Le but est de permettre au groupe d’accélérer son développement numérique grâce à des synergies communes.

### Identité Visuelle (LogoType)

Logo entre 2011 et 2016
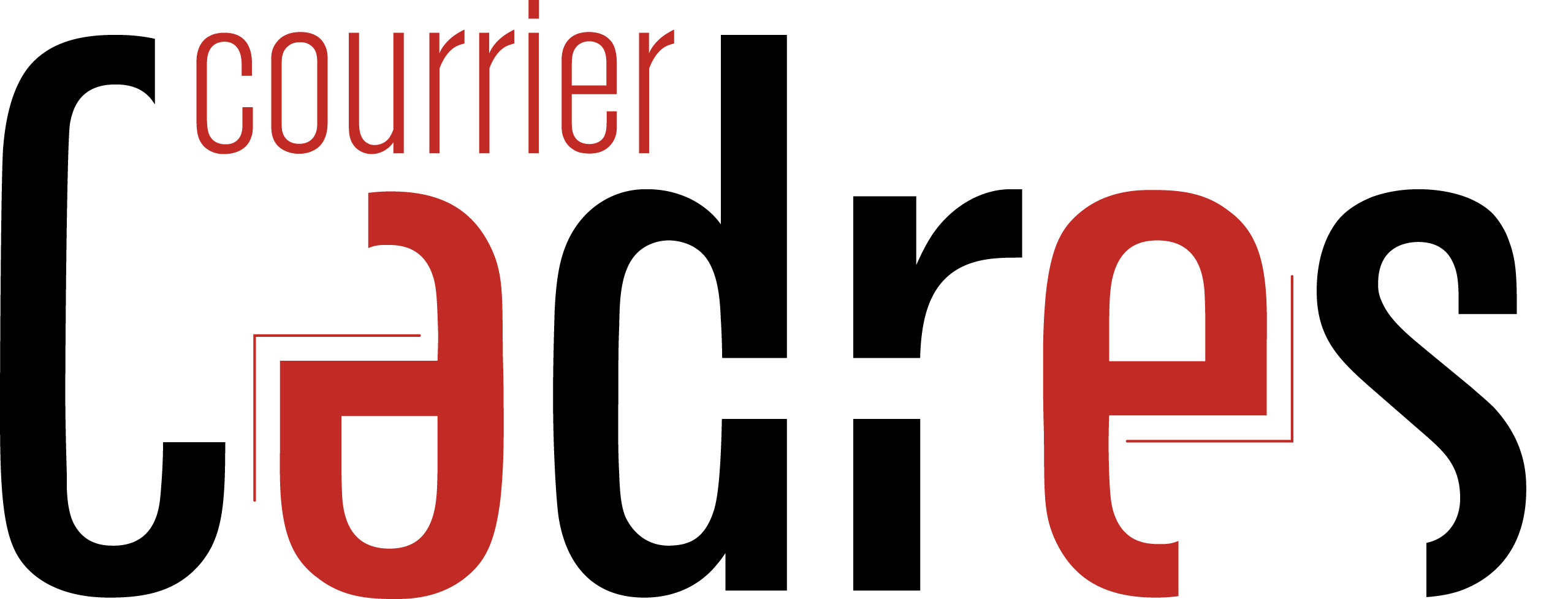
Logo à partir de Janvier 2017